# غلامحسین مصدق
غلامحسین مصدق (۱۲۸۵ – ۸ مرداد ۱۳۶۹) پزشک، استاد دانشگاه و پسر محمد مصدق بود.

## تولد و تحصیلات
غلامحسین مصدق در سال ۱۲۸۵ خورشیدی در تهران به دنیا آمد. وی در مدرسه سن لویی تهران زبان فرانسه را تکمیل کرد و در سال ۱۳۰۱ برای ادامه تحصیلات متوسطه عازم اروپا شده و در شهر لیون فرانسه اقامت گزید. سپس در دانشکده پزشکی دانشگاه لوزان سوییس به تحصیل علم طب پرداخت و تخصصش را در رشته جراحی زنان گرفت. او بعد از خاتمه تحصیل و مراجعت به وطن، به خدمت وظیفه عمومی رفت و پس از آن در سال ۱۳۱۴ در دانشکده پزشکی دانشگاه تهران با سمت استادیِ کرسی امراض زنان به فعالیت پرداخت. غلامحسین مصدق همزمان در بیمارستان نجمیه که وقف مادربزرگش، خانم نجم السلطنه بود هم به مداوای بیماران پرداخت.

## تأسیس انجمن حمایت مادران و نوزادان
غلامحسین مصدق در سال ۱۳۱۹ با یاری و کمک ابوالقاسم نفیسی و صدیقه دولت‌آبادی و منصوره متین دفتری و عده‌ای دیگر اقدام به تأسیس سازمانی به نام انجمن حمایت مادران و نوزادان نمود.

## همراهی دکتر محمد مصدق

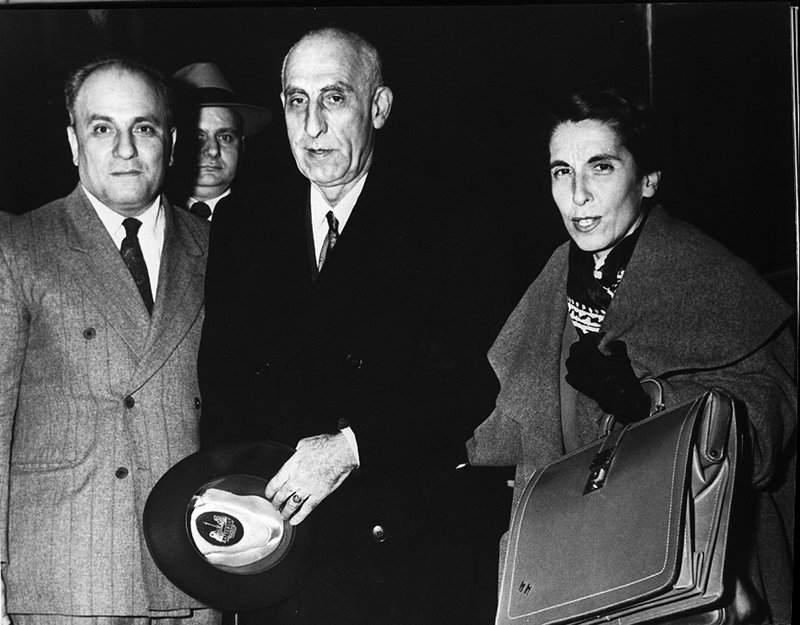
از چپ: غلام‌حسین مصدق، محمد مصدق و ضیاء اشرف بیات در حال ورود به برج ریتز در نیویورک

تیرماه ۱۳۱۹ خورشیدی، در جریان دستگیری و تبعید محمد مصدق به بیرجند، غلامحسین مصدق توسط ارنست پرون از ولیعهد (محمدرضا پهلوی) برای پدرش طلب شفاعت کرد که منجر به انتقال محمد مصدق به ملک او در احمدآباد ساوجبلاغ گردید.
وی در جریان نخست‌وزیری محمد مصدق، به عنوان پزشک همراه پدرش در مسافرت‌های خارجی او به لاهه، نیویورک و قاهره بود و بعد از کودتای مرداد ۱۳۳۲ او نیز گرفتار حبس و تبعید شد. بعد از آزادی و مراجعت به تهران، از معدود اشخاصی بود که حق ملاقات با دکتر مصدق در احمدآباد را داشت. او از نخستین کسانی بود که متوجه بیماری جدی پدرش در واپسین سال حیات او شد.‌ او تابوت پدرش را به وصیت همو در وسط اتاق نهارخوری منزلش در احمدآباد به صورت موقت دفن کرد تا بعدا به قبرستان ابن‌بابویه منتقل شود.
متعاقب سقوط حکومت پهلوی، در سال‌های اولیهٔ دههٔ شصت خورشیدی، غلامحسین مصدق امکان چاپ خاطرات پدرش دکتر محمد مصدق را فراهم ساخت. خاطرات خود وی (غلامحسین مصدق) نیز قبل از درگذشتش در سال ۱۳۶۹ در تهران به چاپ رسید. این اثر با نثری ساده به شرح زندگانی غلامحسین مصدق و بازگویی مشاهدات وی از دوران صدارت پدرش می‌پردازد. از غلامحسین مصدق خاطراتی نیز در مجله آینده و واحد تاریخ شفاهی دانشگاه هاروارد به چاپ رسیده‌است.

## فعالیت‌های علمی
غلامحسین مصدق مدت چهارده سال عضو کمیته اجرایی فدراسیون بین‌المللی زنان و مامایی (FIGO), که مرکز آن در ژنو است، بود و همچنین هشت سال عضویت در هیئت مؤسس انجمن باروری و نازایی بین‌المللی (IFFS) را به عهده داشت. بخشی از تألیفات علمی او مقالاتی است که در مجله پزشکی درمان در سال‌های ۱۳۱۵ و ۱۳۱۶ خورشیدی نگاشته‌است.